# Cases Colònia Noguera
Les Cases Colònia Noguera és una obra de Ripoll protegida com a Bé Cultural d'Interès Local.

## Descripció
Es tracta de dos edificis d'habitatges, destinats a acollir els treballadors de la fàbrica tèxtil Noguera, estan construïts a tocar de la carretera N-152. L'edifici més proper a la carretera (projectat el 1958) està conformat per planta baixa i tres pisos; la façana posterior té la base feta amb còdols de riu treballats. A la façana principal hi ha sis obertures per planta; a les plantes primera i segona hi ha dos balcons. La teulada és a dues vessants.
L'altre edifici (projectat el 1951), exempt com l'anterior, té la silueta d'una gran masia, amb teulada a dues vessants. Està format per planta baixa, tres pisos i altell. Per planta hi ha quatre finestres i dos balcons. Les obertures de l'altell són arcs de punt rodó. A la façana principal hi ha una porta d'accés a l'interior. A la façana lateral, que dona a Campdevànol s'hi accedeix per una escala que salva el desnivell que hi ha respecte als baixos, hi ha dues portes d'accés a l'interior. A les façana lateral que dona a la fàbrica hi ha un cos afegit, que havia fet les funcions d'escala, i està coronat per un terrat.